# Ceutí
Ceutí é um município da Espanha na província e comunidade autónoma de Múrcia. Tem 10,3 km² de área e em 2021 tinha 12 199 habitantes (densidade: 1 184,4 hab./km²).

## Demografia
| Variação demográfica do município entre 1991 e 2004 | Variação demográfica do município entre 1991 e 2004 | Variação demográfica do município entre 1991 e 2004 | Variação demográfica do município entre 1991 e 2004 |
| --------------------------------------------------- | --------------------------------------------------- | --------------------------------------------------- | --------------------------------------------------- |
| 1991                                                | 1996                                                | 2001                                                | 2004                                                |
| 6411                                                | 6924                                                | 7696                                                | 8343                                                |